# Sostén

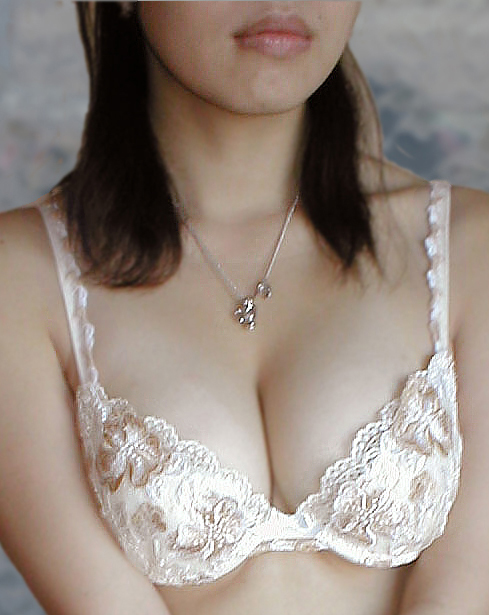
Vista delantera de un sostén.

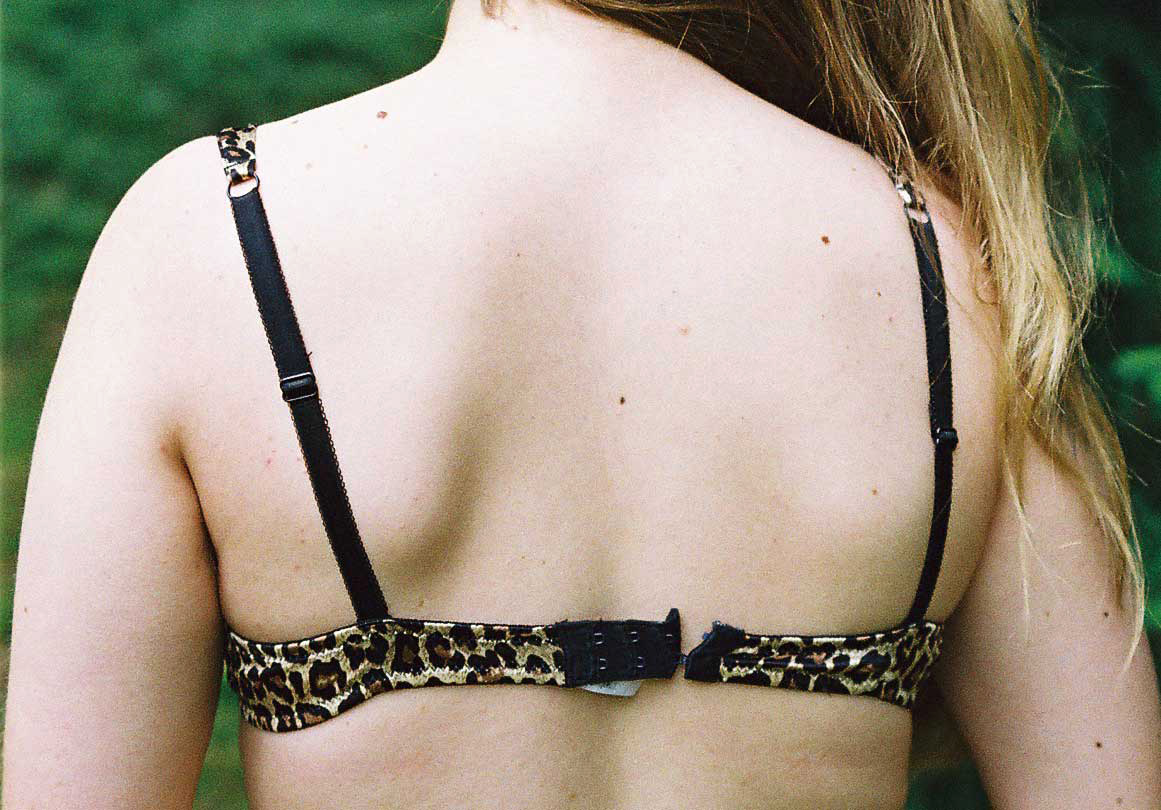
Vista trasera de un sostén.

El sostén, también llamado sujetador (en España y Perú), ajustador (en Cuba), corpiño (en la zona norte de Argentina), sutién (en Uruguay), o brasier (en Colombia, Venezuela, México, y Centroamérica) es un elemento de ropa interior  que consiste en dos copas que cubren total o parcialmente los senos.
Además de la conexión de las copas, tiene generalmente cuatro bandas, dos en los lados, en sentido horizontal, que se sujetan la una a la otra en la espalda o parte anterior sobre el pecho y dos en sentido vertical sobre los hombros, que se unen a los otros dos en la espalda.
Esta prenda tiene su antecedente en el corpiño, el cual es una prenda que consiste en una camisa que sujeta los senos mediante unos cordones. La introducción del sostén es relativamente reciente. El 4 de octubre de 1914, Mary Phelps patentó una pieza de ropa que dio pie al desarrollo de esta pieza de lencería. El cine contribuyó a su difusión, siendo popularizada por artistas como Jane Russell, para quien Howard Hughes hizo diseñar un sostén que proyectaba el busto de la actriz hacia delante.

## Historia
Varios fabricantes de lencería, entre ellos Wonderbra, Frederick's of Hollywood, Agent Provocateur y Victoria's Secret, producen sujetadores que realzan el escote. Existen hasta 30 tipos de sujetadores, como los push-up, sin tirantes, bandeau, demicup, sujetador deportivo, el minimizador, acolchado, un sujetador camiseta, multiway, plunge, inalámbrico, maternidad, sin costuras, de silicona, y stick-on. La historia del sujetador está llena de mitos en los que personajes como Caresse Crosby, Howard Hughes, Herminie Cadolle y Otto Titzling acaparan todo el protagonismo.
Antes de la difusión de los sostenes, el busto femenino se cubría con corsés y prendas estructuradas llamadas "mejoradores de busto", hechas de ballena y encaje. La historia de los corsés indica que empezaron a pasar de moda en 1917, cuando se necesitó metal para fabricar tanques y municiones para la Primera Guerra Mundial, y cuando la moda de los años veinte enfatizó las figuras aniñadas.
Cuando los corsés dejaron de estar de moda, los sujetadores y los rellenos ayudaron a proyectar, mostrar y resaltar los pechos. En 1893, la neoyorquina Marie Tucek obtuvo la patente de un "sujetador de pechos", descrito como una modificación del corsé, y que era muy similar a un moderno sujetador push-up diseñado para sujetar los pechos. Consistía en una placa de metal, cartón u otro material rígido que se ajustaba al torso por debajo de los pechos, siguiendo su contorno. Se cubría con seda, lona u otra tela, que se extendía por encima de la placa para formar un bolsillo para cada pecho. La placa se curvaba alrededor del torso y terminaba cerca de las axilas.

### Sujetador antiguo

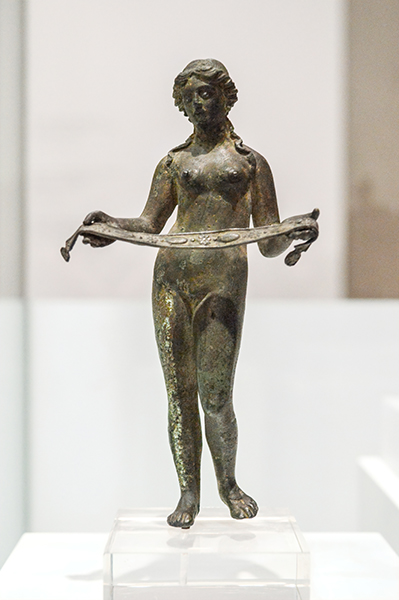
Venus o Afrodita se prepara para ponerse un apodesmos, estatuilla de bronce, 0-400 d. C.

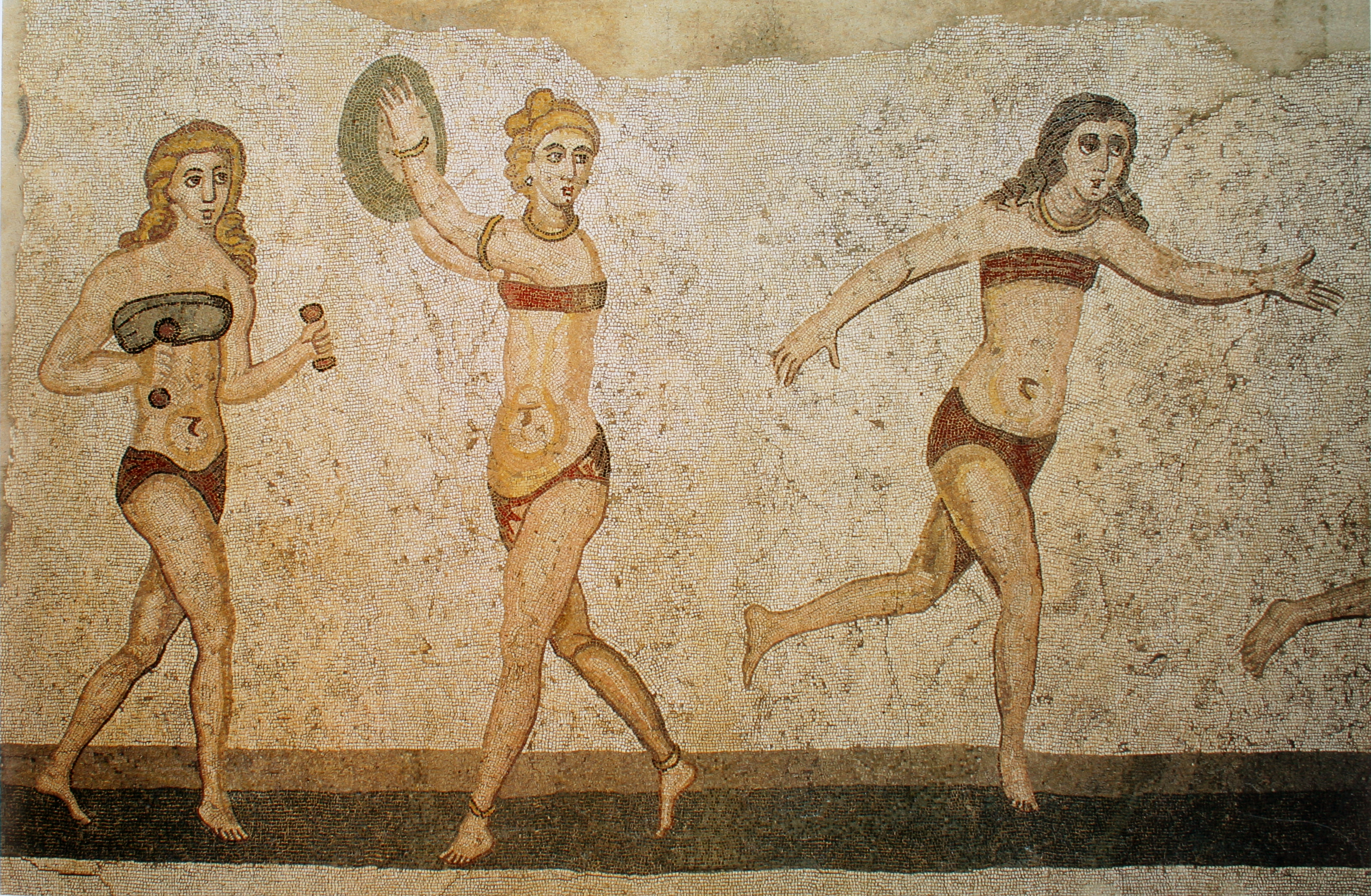
Mujeres romanas con brazaletes en el pecho mientras practican deporte, Villa Romana del Casale, Sicilia,

El uso de una prenda para sujetar los pechos puede remontarse a la Grecia antigua. Las mujeres llevaban un apodesmos, más tarde stēthodesmē, mastodesmos y mastodeton, todos con el significado de "banda para el pecho", una banda de lana o lino que se envolvía sobre los pechos y se ataba o prendía en la espalda. Las mujeres romanas llevaban pecheras durante la práctica deportiva, como las que aparecen en el mosaico Coronación de la vencedora (también conocido como "mosaico del bikini").
Se cree que los fragmentos de tejidos de lino hallados en el castillo de Lengberg, en el Tirol Oriental austriaco, datados entre 1440 y 1485, eran sujetadores. Dos de ellos tenían copas formadas por dos piezas de lino cosidas con tela que se extendían hasta la parte inferior del torso con una hilera de seis ojales para abrocharse con un cordón o cordel. Uno tenía dos tirantes y estaba decorado con encaje en el escote.
Desde el siglo XVI, la ropa interior de las mujeres más ricas del mundo occidental estaba dominada por el corsé, que empujaba los pechos hacia arriba. A finales del siglo XIX, los diseñadores de ropa empezaron a experimentar con alternativas, dividiendo el corsé en múltiples partes: un dispositivo de sujeción similar a una faja para la parte inferior del torso, y dispositivos que suspendían los pechos desde el hombro hasta la parte superior del torso.

### Sujetador moderno

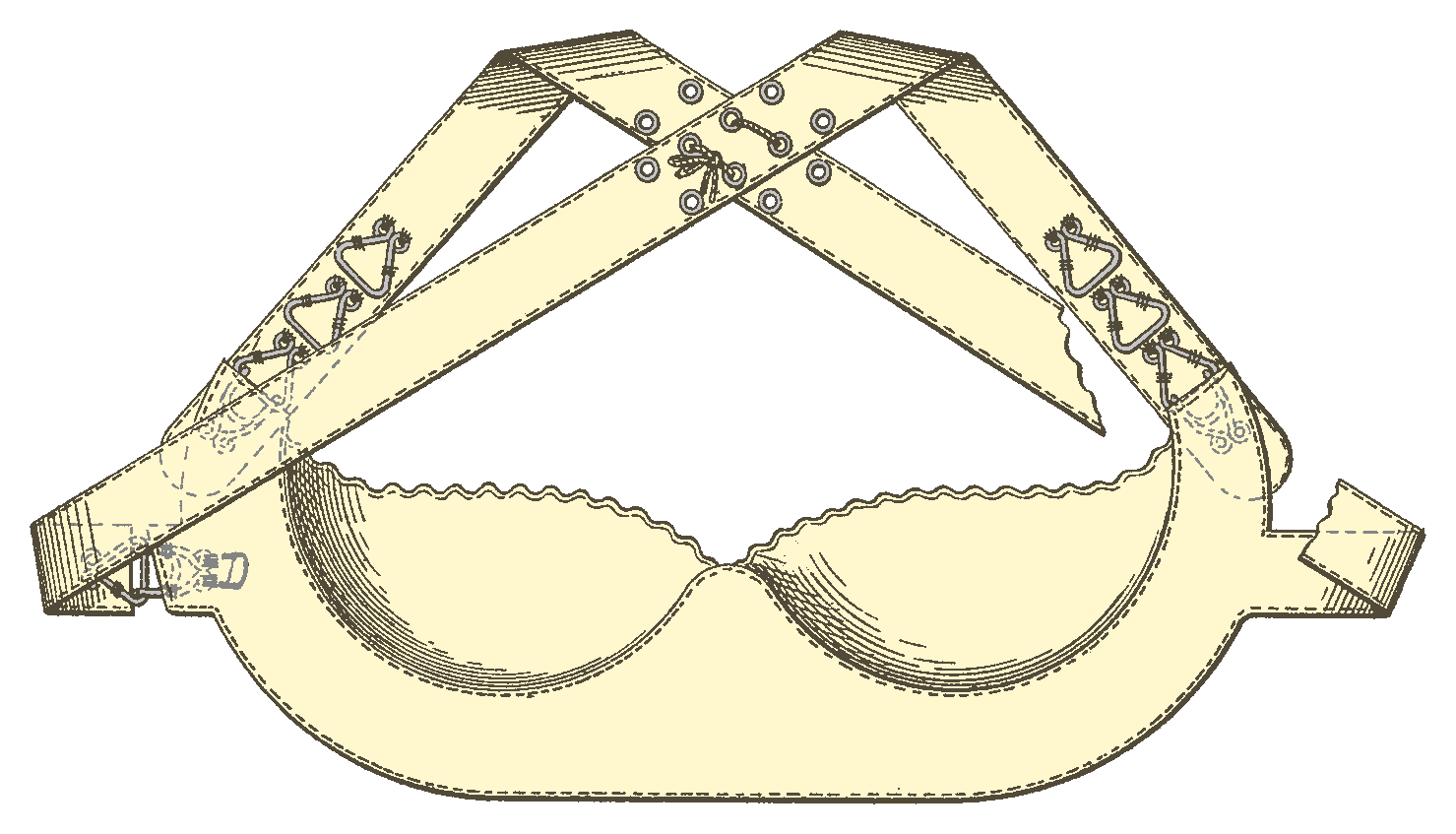
"Sujetador de pecho" c. 1893.

Aunque el primer sujetador, una prenda de lino y encaje que se parece casi exactamente a un sujetador moderno, se descubrió en una colección de principios del siglo XV del castillo de Lengberg en Tirol, Austria, no hay ninguna otra prueba del uso de sujetadores en la década de 1400.
En 1914, el primer sujetador moderno fue patentado por la editora, activista y socialité neoyorquina Caresse Crosby (nacida Mary Phelps Jacob). Frustrada con un corsé de hueso de ballena que no paraba de saltar a través de un vestido de fiesta nuevo, creó el sujetador con dos pañuelos y un poco de cinta para crear escote.
Crosby vendía sujetadores a sus amigas por un dólar. Pronto las dos fundaron la Fashion Form Brassière Company, una fábrica de dos mujeres en Boston. Crosby patentó el primer sujetador como "el sostén sin espalda" en 1914. Tras fabricar unos cientos de sujetadores y algunos pedidos de grandes almacenes, su marido la convenció para que cerrara la empresa. Vendió la patente a la Warner Brothers Corset Company por 1.500 dólares. En los 30 años siguientes, Warner Brothers ganó más de 15 millones de dólares con el diseño.
Según la casa de lencería Cadolle, Herminie Cadolle, un inventor francés, fue el primer inventor en patentar el 'sujetador' moderno, llamado "corselet-gorge", lencería que separaba la parte superior del sujetador de la parte inferior del corsé, el primer paso hacia el sujetador moderno. Una leyenda urbana según la cual el sostén fue inventado por un hombre llamado Otto Titzling ("honda de tetas") que perdió un pleito con Phillip de Brassière ("llenar el sostén") se originó con el libro de 1971 Bust-Up: The Uplifting Tale of Otto Titzling and the Development of the Bra y se propagó en una canción cómica de la película Beaches'.
La mitad de las patentes presentadas para el diseño y fabricación del sujetador fueron creadas por mujeres. La alemana afincada en Dresde Christine Hardt patentó el primer sujetador moderno en 1899. Sigmund Lindauer, de Stuttgart-Bad Cannstatt, Alemania, desarrolló un sujetador para la producción en serie y lo patentó en 1912. Fue producido en serie por Mechanische Trikotweberei Ludwig Maier und Cie. en Böblingen, Alemania. En Estados Unidos, Mary Phelps Jacob recibió una patente en 1914 por el primer diseño de sujetador que se reconoce como la base de los sujetadores modernos. La producción en masa a principios del siglo XX hizo que la prenda estuviera ampliamente disponible para las mujeres de Estados Unidos, Inglaterra, Europa occidental y otros países influenciados por la moda occidental. La escasez de metal en la Primera Guerra Mundial fomentó el fin del corsé.
El desarrollo del sujetador con aros comenzó en la década de 1930, aunque no alcanzó gran popularidad hasta la década de 1950, cuando el final de la Segunda Guerra Mundial liberó el metal para uso doméstico. El aviador y cineasta Howard Hughes diseñó un prototipo de sujetador aerodinámico con aros para Jane Russell durante el rodaje de The Outlaw en 1941. Según Hughes, la cantidad resultante era "la longitud del escote real es de cinco pulgadas y un cuarto" Los sujetadores de los años 40 dejaban una cantidad considerable de tela en el centro, creando así una separación de los pechos en lugar del escote empujado de hoy en día. Frederick Mellinger de Frederick's of Hollywood creó el primer sujetador con relleno en 1947, seguido de un primer sujetador con push-up un año después (apodado "The Rising Star").
Un sujetador con relleno añade material (espuma, silicona, gel, aire, líquido, etc.) a las copas para que los pechos parezcan más voluminosos. Existen diferentes diseños, desde una ligera elevación hasta un efecto muy empujado, que proporcionan cobertura y sujeción, ocultan los pezones, añaden forma a los pechos que están muy separados y añaden comodidad. El relleno graduado utiliza más relleno en la parte inferior de las copas que disminuye gradualmente hacia la parte superior. También hay sujetadores semiacolchados que se adaptan a vestidos de cuello profundo. Con la llegada de los sujetadores con relleno, las ventas de almohadillas extraíbles cayeron en picado, aunque algunos sujetadores con relleno también tienen inserciones extraíbles. La actriz Julia Roberts tuvo que llevar un sujetador relleno de gel de silicona hecho a medida para la película Erin Brockovich con el fin de aumentar su escote.
Al principio, los sujetadores eran fabricados por pequeñas empresas de producción y suministrados a minoristas. El término "copa" no se utilizó hasta 1916, y los fabricantes recurrían a copas elásticas para adaptarse a pechos de distintos tamaños. Las mujeres con pechos más grandes o caídos podían elegir entre sujetadores de líneas largas, espaldas más marcadas, inserciones en forma de cuña entre las copas, tirantes más anchos, Lastex, bandas firmes bajo la copa y ligeros refuerzos.
En octubre de 1932, la S.H. Camp and Company correlacionó el tamaño y la pendularidad de los pechos con las letras de la A a la D. La publicidad de Camp presentaba perfiles de pechos etiquetados con letras en el número de febrero de 1933 de Corset and Underwear Review. En 1937, Warner empezó a incluir el tallaje de las copas en sus productos. En la década de 1930 se introdujeron las bandas ajustables con múltiples cierres de gancho y argolla. Cuando terminó la Segunda Guerra Mundial, la mayoría de las mujeres de Europa y Norteamérica que se preocupaban por la moda llevaban sostén, y las mujeres de Asia, África y Latinoamérica empezaron a adoptarlo.

#### Décadas de 1960 a 1980
En el otoño de 1963 y la primavera de 1964, las tendencias de la moda occidental estaban dominadas por los escotes pronunciados, mientras que los espectadores estaban encantados con películas como Tom Jones que mostraban "escotes agresivos". Los fabricantes de lencería y ropa moldeadora, como Warner Brothers, Gossard, Formfit y Bali aprovecharon la oportunidad para comercializar los sujetadores plunge. Un sujetador plunge cubre los pezones y la parte inferior de los pechos, mientras que deja la parte superior al descubierto, lo que lo hace adecuado para tops escotados y cuellos en V profundos. También tiene un gore central más bajo, corto y estrecho que mantiene la sujeción a la vez que aumenta el escote al permitir que el gore caiga varios centímetros por debajo de la mitad de los pechos. Los sujetadores plunge vienen en diferentes profundidades que proporcionan un gran escote. Al igual que los sujetadores push up, tienen algo de relleno y proporcionan sujeción, además de ayudar a juntar los pechos y crear escote. Bali y Vassarette también comercializaron sujetadores de encaje que maximizaban el escote.
El primer sujetador push-up fue creado en 1964 por la canadiense Louise Poirier y patentado para Wonderbra (marca registrada en 1935), luego propiedad de Canadelle, una empresa canadiense de lencería en 1971. Un sujetador push up está diseñado para presionar los pechos hacia arriba y más juntos para dar un aspecto más voluminoso con ayuda de copas acolchadas, diferenciándose de otros sujetadores con relleno en la ubicación de las almohadillas. Deja la zona superior e interior de los pechos al descubierto añadiendo más escote. Están disponibles en muchos diseños y en todas las tallas a partir de de la A a la E. La mayoría de los sujetadores push-up tienen aros para mayor elevación y sujeción, mientras que el relleno suele ser de espuma.

#### Años posteriores a 1990
La marca Wonderbra fue adquirida, en 1994, por Sara Lee Corporation y, desde 2006, licenciada a HanesBrands Inc y Sun Capital para diferentes mercados. Contaba con 54 elementos de diseño, como una copa de tres partes, aros, una espalda en ángulo de precisión, tirantes rígidos y "galletas" extraíbles. Cuando el sujetador push-up plunge apareció por primera vez en el mercado estadounidense, se vendió un Wonderbra cada 15 segundos, lo que supuso unas ventas en el primer año de 120 millones de dólares. El sujetador se convirtió en una de las piezas de lencería más complejas jamás creadas.
En 1994, el escote de la supermodelo Eva Herzigova fotografiado por Ellen von Unwerth para la polémica campaña publicitaria de Wonderbra Hello Boys ayudó a dar forma al ideal de mujer, una experiencia que Herzigova describió como "empoderadora". En 1999, el cartel publicitario quedó en décima posición en el concurso Cartel del Siglo elaborado por la revista especializada Campaign. En 2011, fue votada como la mejor campaña publicitaria de todos los tiempos en una encuesta realizada por Outdoor Media Centre, un portal de publicidad y marketing, y fue presentada en una exposición en el Victoria and Albert Museum. Ayudó a situar a la marca en primera línea de la competición por el escote tras 30 años de relativa oscuridad. El primer viernes de cada mes de abril en Sudáfrica, la comercializadora de sujetadores Wonderbra patrocina un Día Nacional del Escote.
El mayor minorista de lencería de Estados Unidos, Victoria's Secret, fue lanzado por Roy Raymond, antiguo alumno de Stanford, en San Francisco a finales de la década de 1970 con un atractivo similar. Victoria's Secret Angels celebró su primer desfile en el Plaza Hotel de Nueva York en 1995. Incluso las marcas tradicionales, que producían copas puntiagudas al estilo de los años cincuenta, espaldas bajas, frentes bajos y sin tirantes, como Maidenform se unió a la competencia en 1995. En 1999, el certamen se retransmitió por primera vez por Internet. En 2001, ya se emitía en las cadenas de televisión, con 12 millones de telespectadores en la primera emisión. Otros fabricantes de lencería como Frederick's of Hollywood y Agent Provocateur también se unieron a la competición por aquel entonces, con el primero introduciendo un diseño llamado Hollywood Extreme Cleavage Bra que ayudaba a dar la impresión de un escote esférico como pechos aumentados que fue popularizado por estrellas como Pamela Anderson.
El sujetador con aros utiliza un alambre cosido en el tejido del sujetador y debajo de cada copa, desde el canalillo central hasta debajo de la axila de la usuaria. Ayuda a levantar, separar, dar forma y sostener los senos. Estos sujetadores utilizan una fina tira de metal, plástico o resina, normalmente con un recubrimiento de nailon en ambos extremos. Algunos modelos de sujetador con aros también existen en versiones de copa blanda. Los sujetadores con aros representaban el 60% del mercado de sujetadores del Reino Unido en el año 2000 y 70% en 2005. Alrededor del 70% de las mujeres que usan sujetador llevan uno con aros de acero según el fabricante de ropa interior Industrias de Nueva York en 2009. En 2001, el 70% (350 millones) de los sujetadores vendidos en Estados Unidos eran sujetadores con aros. En 2005, los sujetadores con aros eran el segmento del mercado que más rápido crecía. Ha habido quejas de que los sujetadores con aros restringen el flujo de sangre y líquido linfático alrededor de los pechos impidiendo el drenaje de toxinas, aunque no ha habido pruebas de ello.
En la década siguiente, sobre todo durante los cierres de COVID-19, bralettes y sujetadores suaves empezaron a sustituir a los sujetadores con aros y relleno, a veces también como prenda exterior. Al mismo tiempo, la popularidad de marcas como Victoria's Secret disminuyó significativamente. Porque, según Sarah Shotton, directora creativa de Agent Provocateur, "ahora se trata más del cuerpo atlético, la salud y el bienestar", que "de la mirada masculina," mientras que según la diseñadora de lencería independiente Araks Yeramyan "Fue #MeToo lo que catapultó el movimiento bralette a lo que es hoy en día" Algunos bralettes siguen ofreciendo diseños con escote profundo, ligeros rellenos, soporte en la parte inferior o escotes significativos.

## Tallas y copas
Comercialmente, se usan letras para designar el tamaño de las copas y números para la banda o espalda. Las copas pueden ir desde AA, A, B, C en adelante y se encuentra poca estandarización entre fabricantes y países en copas mayores a D. Las copas inglesas no son iguales a las europeas.

### Tallas basados en centímetros (España y tallaje francés)
En España la talla que se usa como referencia en el etiquetaje es el talle francés, que viene marcado en las etiquetas como "ESP" o "FRA". Se calcula en función de la medida bajo pecho (perímetro del tórax medido justo debajo de los senos) y se le suman a esta medida 15 cm. Después hay que normalizarla por aproximación. Por ejemplo, si medimos 74 cm debajo de los senos, el talle es 74+15=89, el talle por aproximación sería el 90, mientras que si medimos 79, 79+15=94 el talle por aproximación sería el 95. Véanse las tablas de talla y copa recomendadas de algunos de los fabricantes más importantes.
El sistema europeo de medida no suma 15 cm al contorno del pecho, de tal forma que un talle 75 europeo es igual a un 90 francés o español. Es el mismo talle con distinto nombre, lo que no ocurre con el talle inglés.
Las copas de ambos sistemas son las mismas y se calculan igual. Las copas se calculan mediante el contorno del pecho (perímetro del tórax medido al nivel del pezón). Para averiguar la copa hay que restar a la medida a la altura del pezón, la medida del tórax por debajo del pecho (sin sumar en este caso los 15 cm). Esta medida resultante nos dará entre 12 cm, para las copas "A", y 38 cm para la copa "J", tal como se detalla en esta tabla:
| 11-13 | 14-16 | 17-19 | 20-22 | 23-25 | 26-28 | 29-31 | 32-34 | 35-37 | 38-40 | Cm.  |
| A     | B     | C     | D     | E     | F     | G     | H     | I     | J     | Copa |

|       | Medidas bajo pecho en cm | Medidas de contorno de copa en cm | Medidas de contorno de copa en cm | Medidas de contorno de copa en cm | Medidas de contorno de copa en cm |
| Talla | Medidas bajo pecho       | Copa A                            | Copa B                            | Copa C                            | Copa D                            |
| ----- | ------------------------ | --------------------------------- | --------------------------------- | --------------------------------- | --------------------------------- |
| 85    | 68 72                    | 81 83                             | 84 86                             | 87 89                             | 90 92                             |
| 90    | 73 77                    | 86 88                             | 89 91                             | 92 94                             | 95 97                             |
| 95    | 78 82                    | 91 93                             | 94 96                             | 97 99                             | 100 102                           |
| 100   | 83 87                    | 96 98                             | 99 101                            | 102 104                           | 105 107                           |
| 105   | 88 92                    | 101 103                           | 104 106                           | 107 109                           | 110 112                           |
| 110   | 93 97                    | 106 108                           | 109 111                           | 112 114                           | 115 117                           |
| 115   | 98 102                   | 111 113                           | 114 116                           | 117 119                           | 120 122                           |
| 120   | 103 107                  | 116 118                           | 119 121                           | 122 124                           | 125 127                           |

### Tallas basadas en pulgadas (Reino Unido)
Estas tallas se miden en pulgadas (1 pulgada = 2,54 centímetros), por lo que las copas no son análogas a las europeas.
Para calcular la talla se divide entre 2.54 la medida del tórax en cm, se redondea el resultado y se suma 5 si es impar y 4 si es par.
Las copas se calculan con respecto la medida de la talla y no del bajopecho como en el caso europeo. La copa A es una diferencia inferior a una pulgada y la copa D inferior a 4.
Para calcular la copa se divide por 2.54 la medida del contorno del pecho en cm y se resta la talla obtenida. El resultado se redondea al alza: si es 1 será A, 2 B, 3 C, etc.
| Menos de una pulgada | 0 cm     | AA  | AA      |
| 1 pulgada            | 2,5 cm   | A   | A       |
| 2 pulgadas           | 5 cm     | B   | B       |
| 3 pulgadas           | 7,62 cm  | C   | C       |
| 4 pulgadas           | 10,16 cm | D   | D       |
| 5 pulgadas           | 12,7 cm  | DD  | E o DD  |
| 6 pulgadas           | 15,24 cm | E   | F o DDD |
| 7 pulgadas           | 18 cm    | F   | G       |
| 8 pulgadas           | 20 cm    | FF  | H       |
| 9 pulgadas           | 23 cm    | G   | I       |
| 10 pulgadas          | 25,5 cm  | GG  | J       |
| 11 pulgadas          | 28 cm    | H   | K       |
| 12 pulgadas          | 30,5 cm  | HH  | L       |
| 13 pulgadas          | 33 cm    | J   |         |
| 14 pulgadas          | 35,5 cm  | JJJ |         |

## Denominaciones

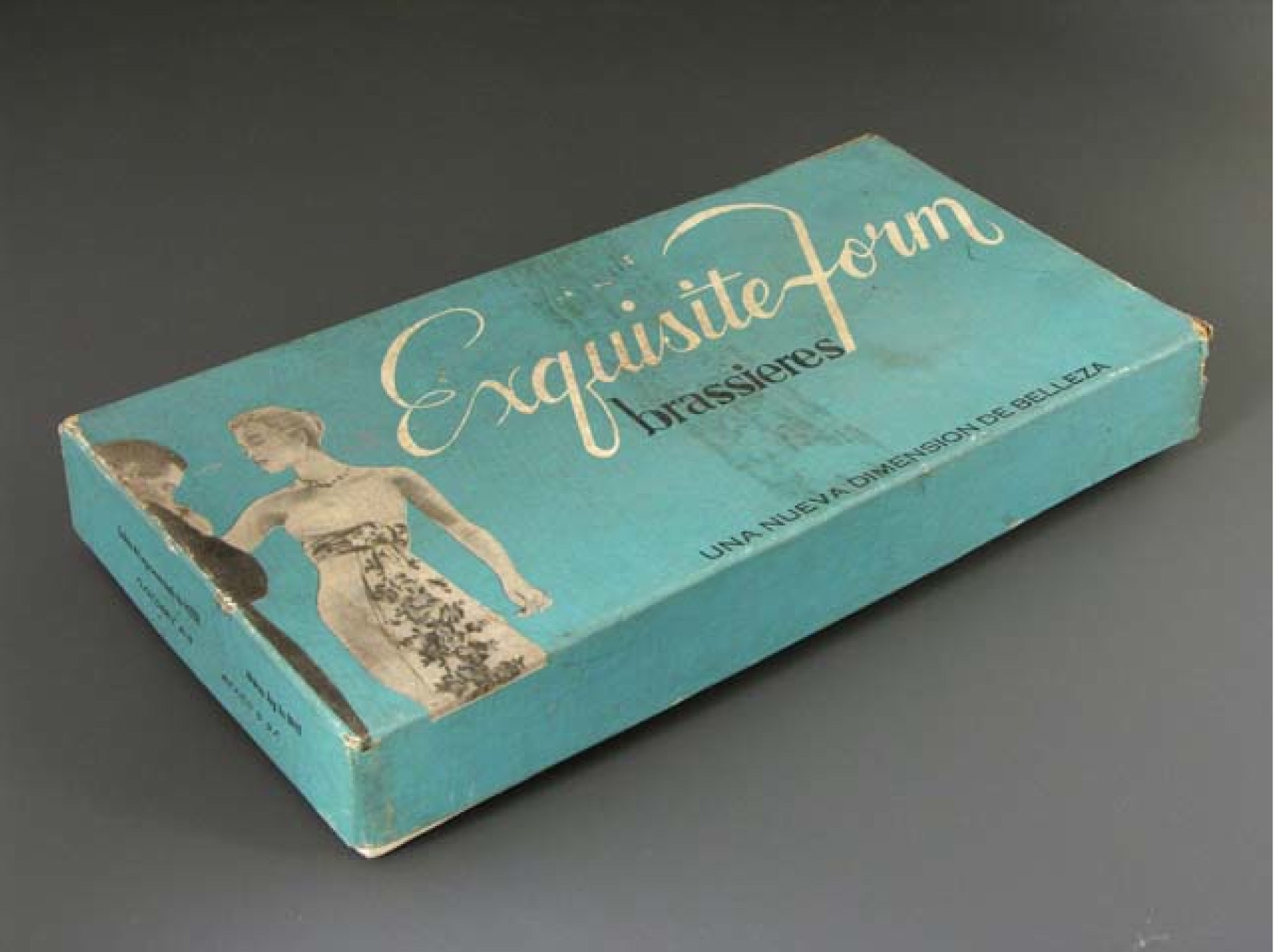
Caja para sostén de la segunda mitad del. De la colección del Museo del Objeto.

No existe un término en español de uso mayoritario para referirse a esta prenda. La Real Academia Española aún no ha admitido algún neologismo o alguno de los términos ya utilizados tradicionalmente en los países hispanoparlantes para nombrar a esta prenda como de uso exclusivo para su denominación. Sin embargo, cabe mencionar que de entre estos términos tradicionales mencionados, solo «sostén» y «sujetador» son admitidos por la RAE como vocablos de uso general para este fin (y de ellos, «sujetador» es definido como sinónimo de «sostén»), mientras que corpiño es admitido como un localismo de Argentina y Paraguay. La RAE también admite «ajustador» (usado más en Cuba). Por su parte, en países como México se le denomina por su anglicismo bra o también como chichero (este último término de manera coloquial, tomando en cuenta que en ese país se le llama chichis a las mamas de la mujer).[cita requerida]

## Sostén como fetiche
El sostén es reconocido como uno de los más comunes fetiches en los hombres razón por la cual se utiliza con frecuencia en actividades de prostitución y en los espectáculos diseñados para el público masculino. Además de ser utilizado por estas actividades se usan para concursos de bellezas, modelos reconocidos a nivel mundial.
En el BDSM el sostén es considerado como un símbolo de sumisión dadas sus características restrictivas sobre el cuerpo, ya que este limita la cuenca, afecta el movimiento, disminuye la caderas estrechas de desplazamiento y aumenta el derriere corporal se reduce la altura de la espalda.
De igual forma los sostenes son ampliamente utilizados por travestis y transexuales, puesto que son considerados por estas comunidades como un símbolo de feminidad, incluso Prof. Dr. Juan Carlos bautizó una de sus películas sobre travestis, "Think Pleces".

## Prendas similares
- El corpiño: antiguamente era una prenda exterior. Hoy en día este término designa al sujetador en países como Argentina, Paraguay y Uruguay. También designa una prenda similar más pequeña diseñada para niñas (se le conoce en algunas regiones como acostumbrador).[91]
- La parte superior del bikini emula visualmente un sujetador.